# Cupa României 2008-2009
Sezonul 2008-09 al Cupei României este cel de-al șaptezeci și unul al unei competiții eliminatorii românești de tradiții. A început pe 30 iulie 2008 și se va încheia cu finala de pe 13 iunie 2009. CFR Cluj este ultima câștigătoare a acestui trofeu.

## Faza I
Primele 70 de meciuri s-au disputat pe data de 30 iulie 2009.
| Gazde                          | Scorul | Oasepeți                          |
| ------------------------------ | ------ | --------------------------------- |
| Luceafărul Mihai Eminescu (BT) | 4–0    | Juventus Fălticeni (SV)           |
| Cetatea II Suceava             | 3–0    | Rarăul Câmpulung Moldovenesc (SV) |
| AS Breazu Rediu (IS)           | 6–4    | Politehnica II Iași               |
| Leonard Pașcani (IS)           | 0–3    | CFR Pașcani (IS)                  |
| Voința Ion Creangă (NT)        | 3–1    | Ceahlăul II Piatra Neamț          |
| Laminorul Roman (NT)           | 5–2    | Cetatea Târgu Neamț               |
| AUTO ROM Pădureni Huși (VS)    | 3–1    | FC Bârlad (VS)                    |
| Siretul Prăjești (BC)          | 2–3    | Aerostar Bacău                    |
| Mikes Zagon (CV)               | 2–3    | Willy 2001 Bacău                  |
| Straduinta Miercurea-Ciuc (HR) | 2–3    | Pambac Bacău                      |
| Dunărea II Galați              | 1–0    | Politehnica Galați                |
| Bujorii Târgu Bujor (GL)       | 2–0    | Oțelul II Galați                  |
| CS Panciu (VN)                 | 1–0    | FCM Bacău II                      |
| CSO Ianca (BR)                 | 0–3    | CF Brăila                         |
| Viitorul Însurăței (BR)        | 3–5    | Onix Râmnicu Sărat (BZ)           |
| Voința Lanuri (BZ)             | 0–4    | CSM Râmnicu Sărat (BZ)            |
| FC Urleasca (BR)               | 0–3    | Abatorul Slobozia (IL)            |
| Victoria Amara (IL)            | 0–6    | Unirea Slobozia (IL)              |
| Săgeata Stejaru (TL)           | 2–3    | CS Năvodari (CT)                  |
| CSM Medgidia (CT)              | 0–1    | CS Ovidiu (CT)                    |
| Farul II Constanța             | 0–2    | Portul Constanța                  |
| Municipal Constanța            | 3–2    | Callatis Mangalia (CT)            |
| Voința Nana (CL)               | 0–31   | Dunărea Călărași                  |
| Voința Domnești (IF)           | 3–0    | Clinceni Ilfov (IF)               |
| FC 1 Decembrie (IF)            | 1–2    | Dodu Berceni (IF)                 |
| FC Chitila (IF)                | 0–6    | Voința Brănești (IF)              |
| AS Metaloglobus (B)            | 0–6    | Steaua II București               |
| Aversa București               | 0–31   | Rapid II București                |
| Inter Pantelimon (B)           | 0–3    | Rocar ANEFS București             |
| Kaproni Gornet (PH)            | 0–1    | Tricolorul Breaza (PH)            |
| Filipeștii de Pădure (PH)      | 1–3    | Conpet Ploiești (PH)              |
| Petrolul II Ploiești (PH)      | 4–2    | Chimia Brazi (PH)                 |
| Viitorul Pucioasa (DB)         | 4–2    | Electrosid Titu (DB)              |
| Petrolul Videle (TR)           | 3–0    | Turris Turnu Măgurele (TR)        |
| Ciolanu Târgu Bujor (GR)       | 3–0    | Rova Roșiori (TR)                 |
| Oltul 2000 Drăgănești (OT)     | 2–0    | Alro Slatina (OT)                 |

| Gazde                      | Scorul         | Oasepeți                            |
| -------------------------- | -------------- | ----------------------------------- |
| Balș 2007 (OT)             | 2–1            | Progresul Corabia (OT)              |
| Prometeu Craiova (DJ)      | 1–2            | Gaz Metan CFR Craiova (DJ)          |
| Dunărea Calafat (DJ)       | 2–1            | Armata Craiova (DJ)                 |
| Petrom Chimia Craiova (DJ) | 2–0            | CFR Craiova (DJ)                    |
| Victoria Devesel (MH)      | 0–31           | Minerul Mehedinți Valea Copcii      |
| Scorilo Caransebeș (CS)    | 1–0            | Building Vânju Mare (MH)            |
| Jiul Rovinari (GJ)         | 0–3            | Minerul Motru (GJ)                  |
| EMC Rovinari (GJ)          | 0–1            | Minerul Jilț Mătăsari (GJ)          |
| Minerul Berbești (VL)      | 0–1            | Oltchim Râmnicu Vâlcea              |
| Argeș II Pitești (AG)      | 4–0            | Unirea Costești (AG)                |
| Voința Sibiu               | 1–1 (pen. 4–5) | Atletic Sibiu                       |
| AS Albota (AG)             | 6–4            | FC Cisnădie (SB)                    |
| Înfrățirea Hărman (BV)     | 0–3            | CF Predeal (BV)                     |
| FC Ghimbav (BV)            | 1–2            | Unirea Tărlungeni (BV)              |
| Mureșul Rușii Munți (MR)   | 3–0            | FCM Târgu Mureș                     |
| Mobile Sovata (MS)         | 1–5            | Gaz Metan Târgu Mureș               |
| U 1919 Cluj                | 0–3            | ASA Unirea Ungheni (MS)             |
| CFR II Cluj                | 4–2            | Sănătatea Cluj                      |
| Soda Ocna Mureș (AB)       | 3–0            | FC Sibiu                            |
| Inter Petrila (HD)         | 3–0 (f)        | Inter Blaj (AB)                     |
| CFR Marmosim Simeria (HD)  | 1–0            | CSM Sebeș (AB)                      |
| AS Recaș (TM)              | 2–3            | Nova Mama Mia Bechicerecul Mic (TM) |
| Auxerre Lugoj (TM)         | 0–3            | UM Timișoara                        |
| Calor Timișoara            | 2–3            | Fortuna Covaci (TM)                 |
| CS Vulcan (HD)             | 0–3            | Timișul Albina (TM)                 |
| Victoria Nădlac (AR)       | 0–8            | Gloria CTP Arad                     |
| Național Sebiș (AR)        | 2–1            | CS Ineu (AR)                        |
| Bihorul Beiuș (BH)         | 1–0            | Unirea Dej (CJ)                     |
| Izvorul Cociuba (BH)       | 0–31           | Bihor II Oradea                     |
| Olimpia Satu Mare          | 0–32           | Someșul Satu Mare                   |
| Someșul Oar (SM)           | 3–0            | Turul Micula (SM)                   |
| Sălajul Sâg (SJ)           | 0–10           | FC Baia Mare (MM)                   |
| Someșul Ulmeni (MM)        | 4–6            | Marmația 96 Sighet                  |
| Voința Cetate (BN)         | 2–5            | Gloria 1922 II Bistrița             |

1Echipe ce au pierdut datorită faptului că nu au putut asigura asistență  medicală.
2Terenul nu respecta regulamentul.

## Faza a II - a
Cele 40 de meciuri din cea de-a două rundă s-au disputat pe 12 august 2008.
| Gazde                          | Scorul                   | Oaspeți                 |
| ------------------------------ | ------------------------ | ----------------------- |
| Luceafărul Mihai Eminescu (BT) | 5–0                      | Cetatea II Suceava (SV) |
| AS Breazu Rediu (IS)           | 0–1                      | CFR Pașcani (IS)        |
| Voința Ion Creangă (NT)        | 1–2                      | Laminorul Roman (NT)    |
| AUTO ROM Pădureni Huși (VS)    | 0–2                      | Pambac Bacău (BC)       |
| Willy 2001 Bacău               | 2–0                      | Aerostar Bacău          |
| Dunărea II Galați              | 2–0                      | CS Panciu (VN)          |
| Bujorii Târgu Bujor (GL)       | 2–5                      | Dunărea Galați          |
| CF Brăila                      | 1–1 (prelung., pen. 7–6) | CSM Focșani (VN)        |
| Abatorul Slobozia (IL)         | 1–4                      | Unirea Slobozia (IL)    |
| Municipal Constanța            | 0–2                      | CS Năvodari (CT)        |
| Portul Constanța               | 0–1                      | CS Ovidiu (CT)          |
| Voința Domnești (IF)           | 5–4 (aet)                | Dunărea Călărași (CL)   |
| ACS Berceni (IF)               | 0–2                      | Voința Brănești (IF)    |
| Rocar ANEFS București          | 1–0                      | Juventus București      |
| Steaua II București            | 3–1                      | Inter Gaz București     |
| Ciolanu Târgu Bujor (GR)       | 1–0                      | Rapid II București      |
| Onix Râmnicu Sărat (BZ)        | 3–1                      | CSM Râmnicu Sărat (BZ)  |
| Viitorul Pucioasa (DB)         | 5–0                      | Petrolul Videle (TR)    |
| Conpet Ploiești (PH)           | 1–0                      | FC Săcele (BV)          |
| Petrolul II Ploiești (PH)      | 0–1                      | Tricolorul Breaza (PH)  |

| Gazde                               | Scorul                  | Oaspeți                         |
| ----------------------------------- | ----------------------- | ------------------------------- |
| AS Albota (AG)                      | 0–1                     | Argeș II Pitești (AG)           |
| Unirea Tărlungeni (BV)              | 1–2 (aet)               | CF Predeal (BV)                 |
| Oltul 2000 Drăgănești (OT)          | 1–2                     | Balș 2007 (OT)                  |
| Oltchim Râmnicu Vâlcea (VL)         | 1–1 (prelun., pen. 5–6) | FC Caracal (OT)                 |
| Dunărea Calafat (DJ)                | 0–1                     | Petrom Chimia Craiova (DJ)      |
| Minerul Mehedinți Valea Copcii (MH) | 5–2                     | Gaz Metan CFR Craiova (DJ)      |
| Minerul Jilț Mătăsari (GJ)          | 2–1                     | Minerul Motru (GJ)              |
| Scorilo Caransebeș (CS)             | 3–1                     | FCM Reșița (CS)                 |
| Mureșul Rușii Munți (MS)            | 2–1                     | ASA Unirea Ungheni (MS)         |
| Gaz Metan Târgu Mureș (MS)          | 0–0 (prelun., pen. 5–4) | Avântul Reghin (MS)             |
| Marmația 96 Sighet (MM)             | 0–1                     | FC Baia Mare (MM)               |
| CFR II Cluj                         | 1–0                     | Seso Iara (CJ)                  |
| Gloria 1922 II Bistrița (BN)        | 3–5                     | Silvania Șimleul Silvaniei (SJ) |
| Someșul Oar (SM)                    | 0–3                     | Bihor II Oradea (BH)            |
| Național Sebiș (AR)                 | 4–1                     | Bihorul Beiuș (BH)              |
| Soda Ocna Mureș (AB)                | 2–4                     | CFR Marmosim Simeria (HD)       |
| Inter Petrila (HD)                  | 2–1 (prelung.)          | Corvinul 2005 Hunedoara (HD)    |
| UM Timișoara (TM)                   | 0–3                     | Nova Mama Mia Bechicerecul Mic  |
| Alto Gradimento Albina (TM)         | 1–0                     | Fortuna Covaci (TM)             |
| Gloria CTP Arad                     | 4–2                     | FC Timișoara II                 |

## Șaisprezecimi
| Sportul Studențesc București | 2-0 | FCSB |
| ---------------------------- | --- | ---- |
| Curelea 67' Varga 84'        |     |      |

## Optimi
| Gazde           | Scorul        | Oasepeți        |
| --------------- | ------------- | --------------- |
| Dunărea Galați  | 1–2           | Poli Timișoara  |
| Unirea Urziceni | 1–0           | Oțelul          |
| Rapid           | 3–0           | Curtea de Argeș |
| Gloria Bistrița | 1-1(pen. 5-3) | FC Brașov       |

| Gazde              | Scorul | Oasepeți  |
| ------------------ | ------ | --------- |
| Otopeni            | 1 - 2  | FC Vaslui |
| Botoșani           | 1 - 3  | Dinamo    |
| FCU Craiova        | 1 - 4  | Pandurii  |
| Sportul Studențesc | 0 - 1  | CFR Cluj  |

## Sferturi
| CFR Cluj | 1 - 0 | Pandurii |
| -------- | ----- | -------- |
|          |       |          |

| Unirea Urziceni | 0 - 2 | FC Vaslui |
| --------------- | ----- | --------- |
|                 |       |           |

| Poli Timișoara | 2 - 0 | Gloria Bistrița |
| -------------- | ----- | --------------- |
|                |       |                 |

| Dinamo | 4 - 2 | Rapid |
| ------ | ----- | ----- |
|        |       |       |

## Semifinale
| Dinamo          | 1 - 4 | Poli Timișoara                                  |
| --------------- | ----- | ----------------------------------------------- |
| Ad. Cristea 72' |       | Margera 25' Agunbiade 60' Bucur 81' Nibombe 86' |

| CFR Cluj             | 2 - 0 | FC Vaslui |
| -------------------- | ----- | --------- |
| Ruiz 10' Pereira 90' |       |           |

## Finala
| Poli Timișoara | 0–3    | CFR Cluj                             |
| -------------- | ------ | ------------------------------------ |
|                | Report | Deac 7' Peralta 29' (pen.) Culio 54' |

| POLITEHNICA TIMIȘOARA | CFR Cluj |

| POLITEHNICA TIMIȘOARA: |    |                    |     |     |
|                        |    |                    |     |     |
| GK                     | 29 | Costel Pantilimon  |     |     |
| LB                     | 3  | Iasmin Latovlevici |     |     |
| CM                     | 5  | Dan Alexa (c)      | 35' |     |
| CB                     | 6  | Daré Nibombé       |     | 76' |
| RM                     | 7  | Stelian Stancu     |     |     |
| CF                     | 9  | Winston Parks      |     |     |
| LM                     | 10 | Artavazd Karamyan  |     |     |
| CM                     | 17 | Balázs Borbély     | 37' | 58' |
| CF                     | 18 | Gheorghe Bucur     |     |     |
| CB                     | 28 | Marián Čišovský    | 76' |     |
| RB                     | 30 | Valentin Badoi     |     | 46' |
| Substitutes:           |    |                    |     |     |
| GK                     | 99 | Pedro Taborda      |     |     |
| CF                     | 8  | Dare Vršič         |     | 58' |
| CF                     | 11 | Arman Karamyan     |     | 46' |
| CB                     | 16 | Srdjan Luchin      |     | 76' |
| CM                     | 20 | Florin Maxim       |     |     |
| CF                     | 27 | Lukáš Magera       |     |     |
| CM                     | 31 | Abiodun Agunbiade  |     |     |
| Manager:               |    |                    |     |     |
| Valentin Velcea        |    |                    |     |     |

| CFR CLUJ:      |    |                     |     |     |
|                |    |                     |     |     |
| GK             | 1  | Nuno Claro          |     |     |
| RB             | 2  | Tony (c)            |     |     |
| LB             | 4  | Cristian Panin      |     |     |
| CB             | 6  | Gabriel Mureșan     |     |     |
| CM             | 8  | Sixto Peralta       | 36' | 58' |
| CB             | 15 | Hugo Alcântara      |     |     |
| CF             | 17 | Yssouf Koné         | 42' |     |
| CM             | 19 | Emmanuel Culio      | 54' |     |
| RM             | 23 | Bogdan Mara         |     | 81' |
| DM             | 31 | Dani                |     |     |
| LM             | 77 | Ciprian Deac        |     | 69' |
| Substitutes:   |    |                     |     |     |
| GK             | 44 | Eduard Stăncioiu    |     |     |
| CM             | 7  | Sebastián Dubarbier |     | 69' |
| CF             | 9  | Lacina Traoré       |     |     |
| CD             | 16 | Darío Flores        |     |     |
| CD             | 27 | André Galiassi      |     |     |
| LM             | 33 | Álvaro Pereira      |     | 58' |
| CF             | 99 | Diego Ruiz          |     | 81' |
| Manager:       |    |                     |     |     |
| Toni Conceição |    |                     |     |     |

| OFICIALII DE MECI - Arbitri asistenți: - Cristian Nica - Aurel Onița - Fourth official: - Marius Avram OMUL MECIULUI - Emmanuel Culio | REGULI DE MECI - 90 de minute. - 30 de minute de timp suplimentar (interval de 15 minute) - Lovituri de departajare dacă scorurile sunt egale după prelungiri. - Șapte înlocuitori numiți - Maximum 3 înlocuiri. |